# Ausits
Ausits (en francès  Auzits) és un municipi francès situat al departament de l'Avairon i a la regió d'Occitània.

## Demografia
| 1962                                       | 1968  | 1975  | 1982 | 1990 | 1999 | 2006 |
| ------------------------------------------ | ----- | ----- | ---- | ---- | ---- | ---- |
| 883                                        | 1.128 | 1.011 | 932  | 803  | 812  | 902  |
| Des de 1962: població sense dobles comptes |       |       |      |      |      |      |

## Administració
| Període   | Identitat          | Partit |
| --------- | ------------------ | ------ |
| 1989-1995 | Michel Cantala     |        |
| 1995-2001 | Jean Bousquet      |        |
| 2001-2008 | Michel Cantala     |        |
| 2008-     | Jean-Louis Frances |        |